# Stormyrtjärnen (Ströms socken, Jämtland, 710832-146570)
Stormyrtjärnen är en sjö i Strömsunds kommun i Jämtland och ingår i Ångermanälvens huvudavrinningsområde.